# Johannes Rode (SS-Mitglied)
Johannes Rode (* 12. Mai 1889 in Bad Segeberg; † 23. September 1947 in Fischbek) war ein deutscher Polizist und zur Zeit des Nationalsozialismus Kommandant des KZ Fuhlsbüttel und Polizeigefängnisses Fuhlsbüttel sowie des Arbeitserziehungslagers Langer Morgen in Hamburg.

## Leben
Rode trat nach dem Ersten Weltkrieg Anfang Oktober 1919 in den Hamburger Polizeidienst ein.
Nach der Machtergreifung der Nationalsozialisten trat Rode zum 1. Mai 1933 der NSDAP bei (Mitgliedsnummer 3.493.786). Zudem schloss er sich der SS an (SS-Nummer 253.086), in der er bis zum SS-Obersturmführer aufstieg.
Rode wechselte, zum Kriminalassistenten befördert, Anfang November 1933 zur Staatspolizei in Hamburg. Nach der Verhaftung des ersten Lagerkommandanten des KZ Fuhlsbüttel Paul Ellerhusen im Zuge des sogenannten Röhm-Putsches wurde Rode im Juli 1934 als neuer Lagerkommandant eingesetzt. Unter Rode wurden willkürliche Misshandlungen an Häftlingen durch das Wachpersonal begrenzt; dies verbesserte jedoch die schlimmen Haftbedingungen der Schutzhäftlinge nur unwesentlich. Unter Rode wurden weiterhin z. B. Dunkelhaft und Nahrungsentzug als Lagerstrafen für Häftlinge angeordnet. Zudem misshandelte Rode persönlich Juden, Zuhälter, Homosexuelle sowie Transvestiten, wohingegen er Gegner des NS-Regimes weniger schikanierte.
Ein Deutschland-Bericht der Prager Exil-SPD aus dem Jahr 1936 ging auch auf die Zustände im KZ Fuhlsbüttel unter Rode ein:

„Im Konzentrationslager Fuhlsbüttel beginnt ein neues Stadium der Vernehmung. [...] Nach und nach wird aufgerufen und jeder muß sich in militärischer Haltung beim Kommandanten Hannes Rhode (sic!) melden. Er muß dem Kommandanten seine angeblichen Verbrechen vom Schutzhaftbefehl laut vorlesen. Der Kommandant erklärt dann, daß alles Lügen hier zwecklos sei. Wer sein Gedächtnis verloren hätte, dem würde es dann und wann aufgefrischt.“

Im April 1943 wurde Willi Tessmann Stellvertreter Rodes im seit 1936 als Polizeigefängnis bezeichneten Lager Fuhlsbüttel und folgte ihm im November 1943 als Kommandant nach. Anschließend leitete Rode das Arbeitserziehungslager Langer Morgen. Im Mai 1944 wurde Rode als Kriminalinspektor zum Gestapodezernat IV I a (Kommunismus und Marxismus) der Staatspolizeileitstelle Hamburg versetzt.
Nach Kriegsende wurde Rode im Mai 1946 festgenommen. Wegen seiner Verbrechen in Fuhlsbüttel wurde gegen ihn ermittelt. Rode starb 1947 im Internierungslager Fischbek.